# Inglewood – Live in California
Az Inglewood – Live in California a Deep Purple koncertalbuma. Ez az egyetlen koncertfelvétel, melyen az együttes első felállása (Mk. I.) játszik.
Az 1968-as amerikai turné első állomása Inglewood volt október 18-án, ahol a Deep Purple a Cream előzenekaraként játszott. A koncertről videófelvétel készült egy otthoni használatra szánt hordozható szalagos videofelvevővel, hogy koncert után elemezni tudják a zenészek színpadi mozgását. A technika kiforratlansága miatt a kép szinte használhatatlan lett, az alakok gyakran csak alig kivehetően, elmosódottan látszottak (videokamera csak egy éve volt akkor még a piacon!). A hangsáv a körülményekhez képest elfogadható minőségűre sikerült, bár ennek nem tulajdonítottak akkor nagy jelentőséget. A felvétel a Tetragrammaton Records 1970-es csődjekor kis híján kukában végezte – végül sikerült megmentetni. Sokáig bootlegLP-ként terjedt Purple Storm néven, Japánban egy CD kiadást is megért így. A hanganyag hivatalosan 2003-ban jelent meg digitálisan feljavítva CD-n.

## Számok listája
1. Hush (Joe South) – 4:44
2. Kentucky Woman (Neil Diamond) – 4:42
3. Mandrake Root (Blackmore, Evans, Lord) – 9:36
4. Help (Lennon/McCartney) – 5:33
5. Wring that Neck (Blackmore, Simper, Lord, Paice) – 6:00
6. River Deep Mountain High (Jeff Barry, Ellie Greenwich, Phil Spector) – 9:18
7. Hey Joe (Billy Roberts) – 7:57

## Előadók
- Rod Evans – ének
- Ritchie Blackmore – gitár
- Jon Lord – orgona, billentyűs hangszerek, vokál
- Nick Simper – basszusgitár, vokál
- Ian Paice – dob